# حزب إيطاليا هناك

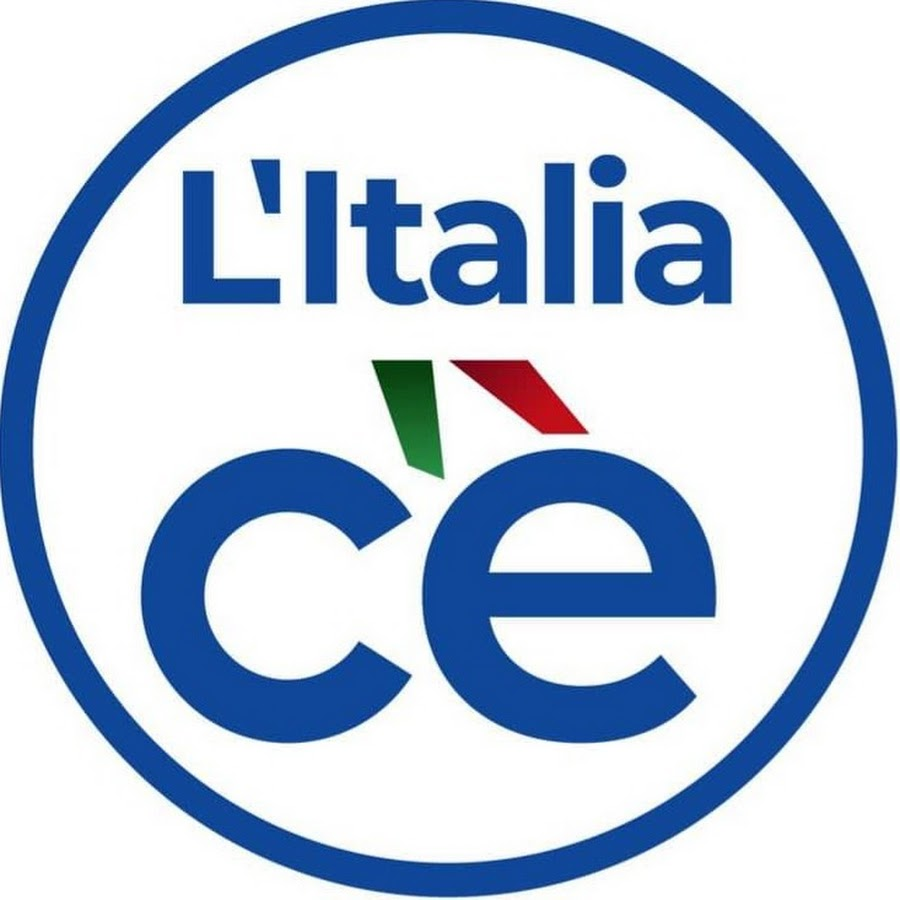
شعار حزب إيطاليا هناك

حزب إيطاليا هناك هو حزب سياسي ليبرالي في إيطاليا.

## التاريخ
بعد الجدل بين نائب السكرتير السابق بيركاميلو فالاسكا والسكرتير بينيديتو ديلا فيدوفا حول قواعد قبول العضوية في انتخابات قيادة أوروبا لعام 2021، ترك فالاسكا الحزب. ثم أطلق فالاسكا «إيطاليا الأوروبية» (التي قُدمت سابقًا كقائمة لجمعية المؤتمر التأسيسي لأوروبا أكثر) كاتحاد كامل العضوية بهدف بناء حزب جديد مستقل عن الائتلافين الرئيسيين.
تم إطلاق الحزب الجديد رسميًا في 7 فبراير 2022 من قبل فالاسكا وجيانفرانكو ليبراندي نائب من حزب إيطاليا فيفا.
في 27 يوليو بالنسبة للانتخابات العامة الإيطالية لعام 2022 في سبتمبر أعاد الحزب تسمية نفسه على أنه قائمة انتخابية تسمى القائمة المدنية الوطنية بعد انضمام رؤساء البلديات والمسؤولين المحليين، ولا سيما رئيس بلدية بارما السابق وزعيم إيطاليا في كومون فيديريكو بيزاروتي. سعى الحزب للتحالف مع تحالف يسار الوسط، لكنهم قرروا بدلاً من ذلك الترشح مع حزب ماتيو رينزي إيطاليا فيفا بسبب رفضهم الانضمام إلى قائمة الالتزام المدني بقيادة لويجي دي مايو. بشكل منفصل عن بيتزاروتي قام عضو قيادي آخر في إيطاليا في كومون وهو أليسيو باسكوتشي بتنظيم الأجندة / الشبكة الوطنية المدنية، وانضم إلى الالتزام المدني.